# Legio IIII Parthica
Die Legio IIII Parthica (auch Legio IV Parthica, „Vierte Parthische Legion“) war eine Legion der spätantiken römischen Armee, die wahrscheinlich gemeinsam mit der Legio V Parthica und Legio VI Parthica um das Jahr 300 vom römischen Kaiser Diokletian aufgestellt wurde. Im Zuge der Neuordnung des Reiches war die Garnisonierung weiterer Truppen in den neugebildeten Provinzen des Ostens erforderlich geworden. Der Name war jedoch anachronistisch, da zu jener Zeit die Parther längst untergegangen waren. An ihre Stelle waren die Sassaniden getreten.
Die Rekruten der Legion stammten vermutlich aus der Region des ersten Standlagers. Die Legion war zusammen mit der III Parthica in Mesopotamien stationiert. Zunächst vermutlich in Circesium (arabisch Ķarķīsiyā), an der Chabur-Mündung in der Provinz Osrhoene. Dort wurde sie noch im frühen 5. Jahrhundert als Legio Quarta Parthica in der Notitia dignitatum unter dem Oberbefehl des Dux Osrhoenae erwähnt.
Sie ist eine der letzten nachweisbaren Legionen im Ostreich. Die Legion hatte im Laufe der Spätantike deutlich an Bedeutung eingebüßt, so dass immer mehr Legionen faktisch verschwanden. Der griechische Geschichtsschreiber Theophylaktos Simokates erwähnt die Legion zur Zeit des Kaisers Maurikios (582–602) ein letztes Mal, als sie in Beroea, dem heutigen Aleppo stationiert war. Bald danach wurde auch sie offenbar aufgelöst.